# The Sexy Brutale
The Sexy Brutale es un videojuego de aventura y rompecabezas desarrollado por Tequila Works y Cavalier Game Studios. El videojuego salió a la venta el 12 de abril de 2017 para PlayStation 4, Xbox One y Windows; y para Nintendo Switch el 7 de diciembre de 2017.

## Jugabilidad
The Sexy Brutale es un videojuego de aventuras y rompecabezas. El jugador tiene la tarea de explorar una mansión que está atrapada en un bucle de tiempo mientras sus habitantes son asesinados.

## Argumento
Lafcadio Boone, un predicador, se despierta durante una fiesta anual, llamada The Sexy Brutale, que Lucas Bondes presenta en su mansión de casino. Una misteriosa mujer, llamada Bloody Girl, le ha dado a Boone una máscara que lo ha arrancado de un bucle continuo en el que el resto de los miembros del grupo están atrapados en un período de 12 horas, reviviendo sus muertes una y otra vez. También le ha dado a Boone un reloj roto, que cuando el temporizador alcanza la hora de 5, el día se restablece. La tarea de Boone es salvar a los asistentes a la fiesta de sus horribles muertes antes de que ocurran, aprendiendo diferentes caminos durante el período de 12 horas descubriendo pistas, recetas o elementos. El primer hombre que salva, Sixpence, toma el reloj y lo arregla para que esté disponible las 12 horas completas del día. Boone se propone evitar las otras muertes. Al salvar a los demás asistentes a la fiesta, se quitan las máscaras y hablan con Boone para demostrar que lo conocen de alguna manera. Luego, Boone toma cada máscara, absorbiendo los poderes que contienen y dándole los medios para salvar a los otros miembros y avanzar en la mansión. Después de que salvó a varios asistentes a la fiesta, The Gold Skull, un hombre con una máscara de calavera dorada aparentemente contento con dejar que las acciones se desarrollen, se revela como el instigador del bucle del tiempo. Él revela que las muertes que Boone ha estado evitando en el transcurso del ciclo de 12 horas, fueron creadas por Gold Skull como un medio para castigar a Boone quien, previamente, había causado inadvertidamente la muerte de todos en la fiesta como parte de un plan.

## Desarrollo y lanzamiento
The Sexy Brutale fue desarrollado en colaboración por el estudio Cavalier Game Studios con sede en el Reino Unido y el estudio Tequila Works con sede en España. Cavalier Game Studios fue fundado en 2013 por varios miembros antiguos de las desarrolladoras de videojuegos Lionhead Studios y Mediatonic. Comenzaron a trabajar en The Sexy Brutale, que se inspiró en la película Groundhog Day (1993) y en videojuegos como Moon: Remix RPG Adventure (1997), The Legend of Zelda: Majora's Mask (2000) y Gregory Horror Show (2003), que tienen la característica de los bucles de tiempo. Después de trabajar en el videojuego durante aproximadamente 2 años, Cavalier reclutó a Tequila Works para ayudarlos en el arte y los gráficos del videojuego.
The Sexy Brutale se lanzó para PlayStation 4, Windows y Xbox One el 12 de abril de 2017. El videojuego fue lanzado para Nintendo Switch el 7 de diciembre de 2017.

## Recepción

### Crítica
The Sexy Brutale recibió críticas "generalmente favorables" de parte de críticos profesionales de acuerdo con Metacritic, el sitio web de reseñas. Justin McElroy de Polygon nombró a The Sexy Brutale como su videojuego favorito de 2017, alabando la sutil narración y la mecánica de los rompecabezas. Electronic Gaming Monthly clasificó al videojuego en el puesto 18 en su lista de los 25 Mejores Videouegos de 2017.